# Boxweltmeisterschaften 1999
Die 10. Amateur-Boxweltmeisterschaften der Herren fanden vom 20. August bis zum 27. August 1999 in Houston statt.

## Deutsches Aufgebot
In den Gewichtsklassen traten folgende Boxer für Deutschland an:
- Bantamgewicht: Dirk Krüger (Achtelfinale)
- Federgewicht: Falk Huste (Achtelfinale)
- Leichtgewicht: Norman Schuster (Viertelfinale)
- Halbweltergewicht: Ali Ahraoui (Bronze)
- Weltergewicht: Steven Küchler (Viertelfinale)
- Halbmittelgewicht: Adnan Ćatić (Achtelfinale)
- Mittelgewicht: Harald Geissler (Vorrunde)
- Halbschwergewicht: Matthias Kempe (Vorrunde)
- Schwergewicht: Steffen Kretschmann (Bronze)
- Superschwergewicht: Cengiz Koç (Viertelfinale)

## Medaillengewinner
| Klasse                              | Gold                                | Silber                            | Bronze                                                    |
| ----------------------------------- | ----------------------------------- | --------------------------------- | --------------------------------------------------------- |
| Halbfliegengewicht (– 48 Kilogramm) | Brian Viloria Vereinigte Staaten    | Maikro Romero Kuba                | Suban Punnon Thailand Alexander Nabandjan Russland        |
| Fliegengewicht (– 51 Kilogramm)     | Bolat Schumadilow Kasachstan        | Omar Narváez Argentinien          | Andrzej Rżany Polen Waldemar Cucereanu Rumänien           |
| Bantamgewicht (– 54 Kilogramm)      | George Olteanu Rumänien             | Kamil Dschamaludinow Russland     | Benoît Gaudet Kanada Sachis Mechtsijew Belarus            |
| Federgewicht (– 57 Kilogramm)       | Rocky Juarez Vereinigte Staaten     | Tulkunbaj Turgunow Usbekistan     | Ramaz Paliani Türkei Ovidiu Bobîrnat Rumänien             |
| Leichtgewicht (– 60 Kilogramm)      | Mario Kindelán Kuba                 | Alexej Steponow Russland          | George Lungu Rumänien Dimitar Schtiljanow Bulgarien       |
| Halbweltergewicht (– 64 Kilogramm)  | Muhammadqodir Abdullayev Usbekistan | Willy Blain Frankreich            | Lukáš Konečný Tschechien Ali Ahraoui Deutschland          |
| Weltergewicht (– 67 Kilogramm)      | Juan Hernández Kuba                 | Timur Gaidalow Russland           | Leonard Bundu Italien Lucian Bute Rumänien                |
| Halbmittelgewicht (– 71 Kilogramm)  | Marian Simion Rumänien              | Jorge Gutiérrez Kuba              | Frédéric Esther Frankreich Jermachan Ybrajymow Kasachstan |
| Mittelgewicht (– 75 Kilogramm)      | Oʻtkirbek Haydarov Usbekistan       | Adrian Diaconu Rumänien           | Jewgeni Kasantsew Russland Akın Kuloğlu Türkei            |
| Halbschwergewicht (– 81 Kilogramm)  | Michael Simms Vereinigte Staaten    | John Dovi Frankreich              | Ali Isamailow Aserbaidschan Alexej Trofimow Ukraine       |
| Schwergewicht (– 91 Kilogramm)      | Michael Bennett Vereinigte Staaten  | Félix Savón Kuba                  | Steffen Kretschmann Deutschland Kevin Evans Wales         |
| Superschwergewicht (+ 91 Kilogramm) | Sinan Şamil Sam Türkei              | Muchtarchan Dildäbekow Kasachstan | Felix Djachuk Russland Paolo Vidoz Italien                |

## Medaillenspiegel
| Platz | Nation             | Gold | Silber | Bronze | Gesamt |
| ----- | ------------------ | ---- | ------ | ------ | ------ |
| 1     | Vereinigte Staaten | 4    | 0      | 0      | (4)    |
| 2     | Kuba               | 2    | 3      | 0      | (5)    |
| 3     | Rumänien           | 2    | 1      | 4      | (7)    |
| 4     | Usbekistan         | 2    | 1      | 0      | (3)    |
| 5     | Kasachstan         | 1    | 1      | 1      | (3)    |
| 6     | Türkei             | 1    | 0      | 2      | (3)    |
| 7     | Russland           | 0    | 3      | 3      | (6)    |
| 8     | Frankreich         | 0    | 2      | 1      | (3)    |
| 9     | Argentinien        | 0    | 1      | 0      | (1)    |
| 10    | Deutschland        | 0    | 0      | 2      | (2)    |
| 10    | Italien            | 0    | 0      | 2      | (2)    |
| 12    | Bulgarien          | 0    | 0      | 1      | (1)    |
| 12    | Kanada             | 0    | 0      | 1      | (1)    |
| 12    | Aserbaidschan      | 0    | 0      | 1      | (1)    |
| 12    | Belarus            | 0    | 0      | 1      | (1)    |
| 12    | Ukraine            | 0    | 0      | 1      | (1)    |
| 12    | Polen              | 0    | 0      | 1      | (1)    |
| 12    | Thailand           | 0    | 0      | 1      | (1)    |
| 12    | Wales              | 0    | 0      | 1      | (1)    |
| 12    | Tschechien         | 0    | 0      | 1      | (1)    |
|       | TOTAL              | 12   | 12     | 24     | (48)   |